# Birger Gustafsson
Birger Ernst Gustafsson (ur. 15 stycznia 1874 w Sztokholmie, zm. 22 lutego 1969 w Nämdö) – szwedzki żeglarz, olimpijczyk.
Na regatach rozegranych podczas Letnich Igrzysk Olimpijskich 1908 wystąpił w klasie 6 metrów zajmując 5 pozycję. Załogę jachtu Freja tworzyli również Jonas Jonsson i Karl-Einar Sjögren.